# Опсада замка Одани
Опсада замка Одани (1573) била је одлучујућа победа Ода Нобунаге над кланом Азаи, независним великашима у северном делу провинције Оми.

## Позадина
Рат Ода Нобунаге против клана Азаи, господара северног Омија, чији је вођа, Азаи Нагамаса био Нобунагин зет и дотадашњи савезник, започео је у пролеће 1570, због Нобунагиног похода на провинцију Ечизен под влашћу клана Асакура, традиционалних савезника клана Азаи. После битке код Анегаве Нобунагин рат против кланова Азаи и Асакура убрзо је ескалирао до општег устанка против Нобунаге у Домаћим провинцијама Јапана због сукоба са сектом Ико-ики, манастирима са планине Хиеи и шогуном Ашикага Јошиакијем, који су сви стали на страну клана Азаи и формирали коалицију против Нобунаге. Међутим, смрт Такеда Шингена, најопаснијег члана коалиције у пролеће 1573. дала је одрешене руке Нобунаги да се обрачуна са осталим члановима коалиције појединачно: шогун Јошиаки збачен је и протеран 18. јула 1573, а клан Асакура, који је покушао да разбије опсаду замка Одани, уништен је после кратке кампање и освајања провинције Ечизен (од 12. до 24. августа 1573).

## Опсада
Остављен без савезника, замак Одани, последње упориште клана Асакура, нападнут је ноћу 27. августа 1573. од Нобунагине војске коју је предводио Тојотоми Хидејоши.  Спољашње утврђење, које је бранио пензионисани господар Азаи Хизамаса (Нагамасин отац) пало је за један дан, и Хизамаса је извршио сепуку 28. августа. Тојотоми Хидејоши однео је његову главу Нобунаги, који се са главнином војске налазио у оближњем утврђењу на планини Торагозе, јужно од Оданија. Сутрадан је Нобунага лично напао унутрашње утврђење Оданија, које је пало 1. септембра: Азаи Нагамаса и Ако Мимисака, његов главни саветник, извршили су сепуку како би избегли ропство. Нобунага је послао њихове главе у Кјото, где су биле јавно изложене на капији затвора, а Нагамасин десетогодишњи син, иако Нобунагин сестрић, ухваћен је и разапет у месту по имену Секигахара (месту касније битке).

## Последице
Последи клана Азаи у северном Омију додељени су Тојотоми Хидејошију, а замак Намазуе, последње упориште Сасаки Јотеи-ја, свргнутог господара јужног Омија који је уз помоћ Ико-икија водио устанак против Нобунаге још од 1570, предао се 4. септембра 1573. Тако је цела провинција Оми коначно пала под власт Ода Нобунаге.